# خدمة الضرائب الفيدرالية (روسيا)
خدمة الضرائب الفيدرالية (بالروسية: Федеральная налоговая служба) هي الهيئة الفيدرالية للسلطة التنفيذية مسؤولة عن تنفيذ تسجيل الدولة للكيانات القانونية والأشخاص الطبيعيين كرواد أعمال فرديين ومزارعين في روسيا، تشكلت في 19 مارس 2004 بعد حل وزارة الضرائب والجبايات.